# Bo Cai (rebel)
En aquest nom xinès, el cognom és Bo.
Bo Cai (mort el 184 EC) va ser un general militar dels rebels del Turbant Groc durant el període de la tardana Dinastia Han Oriental de la història xinesa. Durant les primeres etapes de la revolta, Bo va derrotar les forces imperials dirigides per Zhu Jun. Durant la derrota de Zhu, ell, juntament amb Huangfu Song foren repel·lits cap a Changshe (長社). Això no obstant, durant la seva escapada, Bo va ser forçat a retirar-se per un atac de foc planejat per Huangfu Song.